# ギギリ

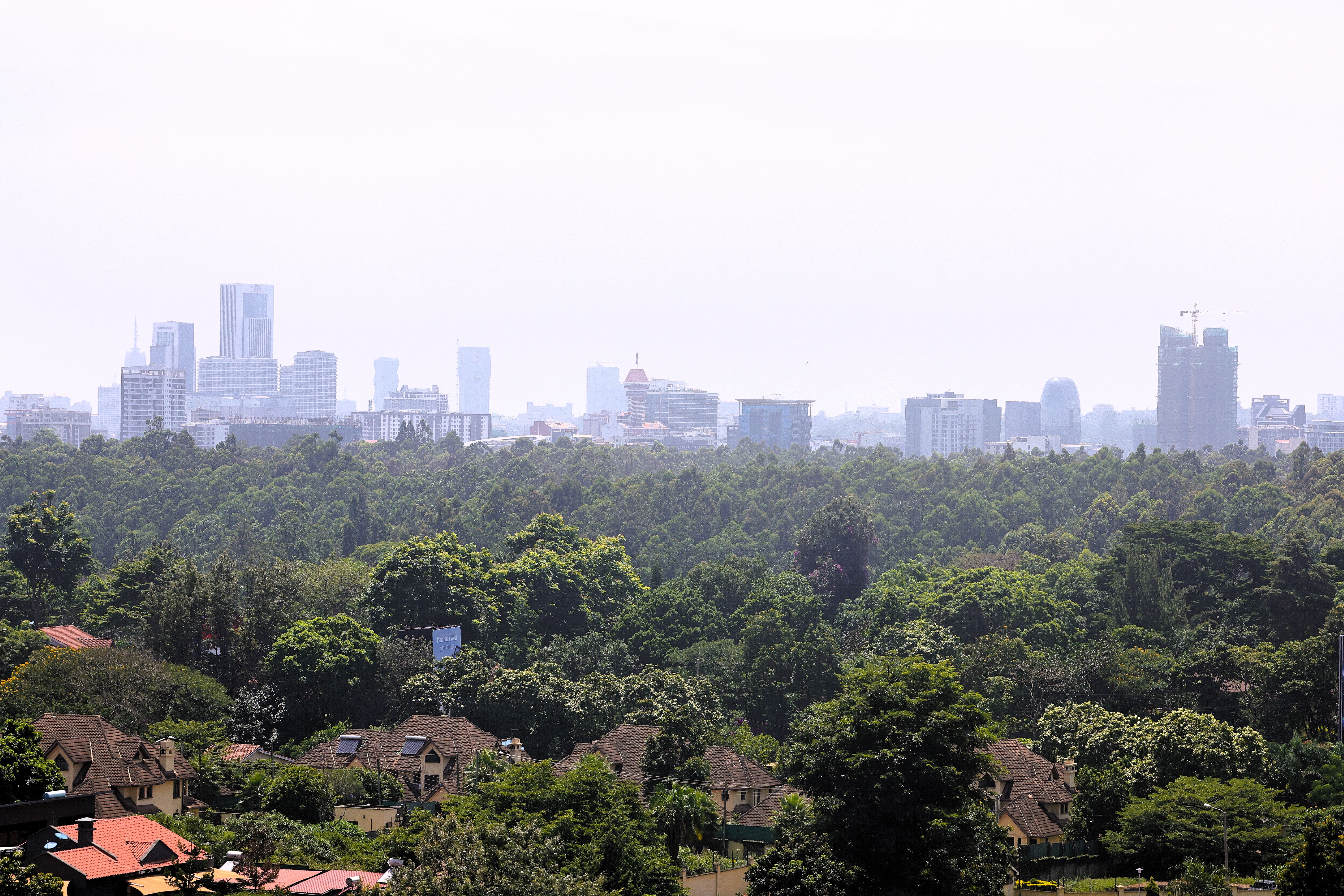
ギギリ, ナイロビ

ギギリ（ pronunciation; Gigiri）は、ナイロビの住宅地である。ケニアの外国人（エクスパット）コミュニティの大きな拠点がここにある。アフリカで最も大きな外国人コミュニティの一つである。
ギギリには次の機関がある。
- 国際連合ナイロビ事務局があり、ナイロビは次のようないくつかの国連組織を置いているアフリカ唯一の都市である。
  - 国際連合環境計画[1]
  - 国際連合人間居住計画
- ナイロビ米国大使館（英語版）[2]
- 国際民間航空機関の東部および南部アフリカ基地

ギギリにはショッピング、レクリエーション、娯楽のできる大規模な複合施設ビレッジマーケットがあり、またケニヤ最大の信用組合の一つである国連サッコ協会もある。ギギリは近隣のルンダやムタイガと並び、ケニヤで最も高級な郊外地といわれている。